# Años 1510
Los años 1510 o década del 1510 empezó el 1 de enero de 1510 y terminó el 31 de diciembre de 1519.

## Acontecimientos
- 1510 - Vasco Núñez de Balboa funda Santa María la Antigua del Darién y Diego de Nicuesa funda Nombre de Dios.
- 1513 - León X sucede a Julio II como papa.
- 1516 - Carlos I se proclama rey de España,

## Personas destacadas
- El almirante otomano Piri Reis presenta su famoso mapa al sultán.